# 弦楽四重奏曲第13番 (モーツァルト)
弦楽四重奏曲第13番 ニ短調 K. 173 は、ヴォルフガング・アマデウス・モーツァルトが1773年に作曲した弦楽四重奏曲。6曲ある『ウィーン四重奏曲』のうちの6曲目であり、『ウィーン四重奏曲第6番』とも呼ばれる。

## 概要
1773年の8月にウィーンで書かれた6曲の『ウィーン四重奏曲』の最後を飾る作品で、この曲集で唯一短調の調性が使用されている。本作は自筆譜には「1773年」と記されているだけであるが、同時期に父レオポルトの手紙から、第12番（K. 172）と共に同年の9月に作曲されたと考えられている。
6曲の『ウィーン四重奏曲』の中で特に高く評価されており、同年に作曲された『交響曲第25番 ト短調』（K. 183）と共に初期を締めくくる傑作に数えられている。

## 曲の構成
全4楽章、演奏時間は約17分。本作では、後にモーツァルトが得意とする半音階的な進行が既に随所に見られる。
- 第1楽章 アレグロ・マ・モルト・モデラート
ニ短調、2分の2拍子（アラ・ブレーヴェ）、ソナタ形式。
第1楽章の随所に見られる8分音符の連打は、後に作曲されたオペラ『魔笛』（K. 622）の序曲や交響曲第38番『プラハ』（K. 504）の旋律を連想させるものとなっている。
また、第1楽章に書かれている速度標語は、父レオポルトによって付け加えられたものである。
- 第2楽章 アンダンティーノ・グラツィオーソ
ニ長調、4分の2拍子、ロンド形式。
- 第3楽章 メヌエット - トリオ
ニ短調、4分の3拍子。
- 第4楽章 アレグロ
ニ短調、4分の4拍子。
第4楽章はフーガの形式で構成されているが、これは後の交響曲第41番『ジュピター』（K. 551）や弦楽四重奏曲第14番『春』（K. 387）のフィナーレを予告している。